# Acalypha humbertii
Acalypha humbertii är en törelväxtart som beskrevs av Jacques Désiré Leandri. Acalypha humbertii ingår i släktet akalyfor, och familjen törelväxter. Inga underarter finns listade i Catalogue of Life.